# Vattenbalans (hydrologi)
Vattenbalans är uttryck för skillnaden i ett flodområde mellan nederbörd å ena sidan och avdunstning och avrinning å andra sidan. När denna skillnad är positiv magasineras vatten inom området i form av snö, grundvatten eller ytvatten. Magasineringen sker också i sjöar. Sådana är förhållandena i regel under vinter och höst i Sverige, och i övriga delar av de tempererade bältena, och under regnperioden i tropikerna. När balansen är negativ töms magasinen. Detta är fallet under sommaren i Sverige och under torrtiden i tropikerna.
För att olika orters klimatuppgifter, som t. ex. vattenbalansen, ska kunna jämföras måste värdena avse samma tidsperiod. Världsmeteorologiska organisationen (WMO) har därför bestämt att statistiska parametrar, som används för klimatbeskrivningar, skall beräknas för så kallade normalperioder. Normalperioderna är oftast 30-årsperioder, där 1961-90 är den nu (2016) gällande standardnormalperioden.

## Ekvation för vattenbalans
En allmän vattenbalansekvation är:
{\displaystyle P=Q+E+\Delta S}
där
{\displaystyle P} är utfällning
{\displaystyle Q} är avrinning
{\displaystyle E} är avdunstning
{\displaystyle \Delta S} är förändring i vattenlager (i jord och berg)
Denna ekvation använder principerna för bevarande av massa i ett slutet system, varigenom eventuellt vatten som tränger in ett system (via utfällning), måste överföras till antingen avdunstning, ytavrinning (som så småningom når vattendrag) eller lagras i marken. Denna ekvation kräver att systemet är slutet, och om det inte är (till exempel när ytavrinning bidrar till en annan bassäng), detta måste beaktas.
Omfattande diskussion kring vattenbalansen sker inom jordbrukshydrologi. 
Vattenbalansen kan användas för att hantera vatten och förutsäga där det kan finnas vattenbrist. Den används också inom bevattning, avrinningsbedömning, kontroll av översvämningar och begränsning av föroreningar. Vidare används den vid utformning av dräneringssystem som kan vara horisontellt (dvs med hjälp av rör, avlopp eller diken) eller vertikalt (dränering genom brunnar). För att uppskatta krav på dränering, kan användning av en hydrogeologisk vattenbalans och en grundmodell vara vägledande.